# 青山剛昌
青山剛昌（日语：／ Aoyama Gōshō */?，1963年6月21日—），本名为同形异音字的「青山剛昌」（日语：／ Aoyama Yoshimasa ?），是名日本男性漫画家，出生於鳥取縣大榮町（今北榮町），自小喜歡漫畫，大學時期參加學校的漫畫社團，希望將來能夠成為漫畫家。青山剛昌在1986年以《約定》（ちょっとまってて）獲得小学館新人漫畫大賞入選，翌年更以《魔术快斗》出道成為職業漫畫家。《名偵探柯南》在1994年開始連載，2年後搬上電視螢幕，成為全日本家喻戶曉的動漫作品，這是青山剛昌職業生涯的巔峰之作。《名偵探柯南》無論是漫畫或電視電影動畫，新作一推出即受日本、海外眾多粉絲的追捧。青山剛昌其它知名的作品尚有《魔术快斗》、《城市風雲兒》。

## 經歷
1963年生於大榮町由良宿。在當地由良育英高中畢業後，進入日本大學藝術學院。
2005年5月5日，與聲優歌手高山南註冊結婚，後因青山剛昌工作太繁忙，在截稿期之前都會待在工作場所不外出。而身為著名聲優的高山南同樣十分繁忙，因此兩人總是聚少離多，生活之中總是很難見面。但長期持續這樣的生活後，兩人之間已經產生無法彌補的鴻溝，既然無法繼續生活下去，於是只能分手了。而青山剛昌對此既不否認也不承認，採取了「無可奉告」的態度，2007年12月，與高山南離婚。
2017年12月13日： 本周发售的《少年Sunday》12月第三、四周合并号《名侦探柯南》第1008回连载卷尾，刊登了作者青山刚昌的休载公告：从下期开始，由于生病疗养和充电需要，柯南进入长期休载。
2018年4月11日发售的《少年Sunday》2018年20号，《名侦探柯南》恢复连载。

## 轶事
- 青山家所經營的是加油站。家中共有四個兄弟，青山刚昌排行老二。哥哥是科學家，一個弟弟繼承家裡的事業-汽車維修員，最小的弟弟則是醫生。小時候，四個兄弟常組成少年偵探隊，到處去探險。
- 小学時，迷上福爾摩斯。第一篇讀到的作品是《血字的研究》，而至今最喜歡的一篇是《跳舞的小人》。也因為受到福爾摩斯的影響，特別喜好理化方面的學科。
- 從小學四年級到高中二年級都是劍道社的成員。因此特別喜歡劍客。尤其是黑澤明導演作品當中的《樁三十郎》。學生時代也特別迷摔角。最喜歡的摔角手是史坦·漢森。
- 小學畢業作文當中，對於自己未來的期望是當一名偵探漫畫作家。開始接觸漫畫是在大學時代，加入漫研社「熱血漫畫根性會」[4]。首次擔任助手一職，是漫研社的學長阿部豐（日语：阿部ゆたか）（《名侦探柯南》中赤鬼村事件的兇手名字来源）的助手。開始描繪漫畫是進入漫研後的事情。首次投稿漫畫作品，也是受阿部豐的鼓勵，向小學館投稿兩次之後，在第三篇作品《約定》的投稿當中，受到小學館的青睞，正式入選。成為新人時還給色調廠家作過半工半讀。
- 以漫畫《城市風雲兒》出名。推理漫畫《名偵探柯南》是他的巔峰之作（連載中），描寫的是一名被黑暗組織用毒藥變小的日本高中生名偵探工藤新一（江戶川柯南）破獲重大案子，並試圖取締黑暗組織的經歷。與《金田一少年之事件簿》的原作者天樹征丸和佐藤文也交谈过。
- 最喜歡的漫畫作品是《魯邦三世》和《GUNDAM》。最喜歡的漫畫家是安達充（安達充很多作品中的男女主角都是青梅竹馬，受其影響，青山的作品中也湧現出大量的青梅竹馬，例如：工藤新一與毛利蘭、服部平次與遠山和葉、黑羽快斗與中森青子等）、江川達也、千葉徹彌。
- 自己所奉為男英雄的是長島茂雄。女英雄則是《魯邦三世》中的峰不二子。
- 最大興趣是觀看職業棒球賽轉播，是读卖巨人的球迷，2011年成為球迷會會員的選手原始故事書的製作監修。也相當喜歡足球，最喜歡的球員是意大利隊的巴喬。
- 是電視劇《相棒》的影迷，在2011年1月1日播出的第9季元旦特別節目，友情客串飾演鑑識人員一角[5][6]。
- 喜歡的食物是咖哩飯、蛋包飯等等，最喜歡的飲料是三得利的烏龍茶，曾被青山譽為人類史上最大發明。討厭的食物是葡萄乾（柯南也不喜歡）、納豆、蕎麥麵等。
- 喜歡的顏色是青和紫。
- 最討厭唱歌，當然也不會唱歌，和柯南一樣。
- 他被譽為「良心派漫畫家」。
- 喜欢玩的游戏：舰队Collection[7][8][9][10][11]。

## 作品集
- 青山剛昌短篇集（1994年，已完結）
  - 約定
  - 夏日的聖誕節（夏のサンタクロース）
  - 徘徊的紅蝴蝶（さまよえる赤い蝶）
  - 名偵探喬治的超級迷你大作戰（日语：探偵ジョージのミニミニ大作戦）
    - 名偵探登場（名探偵登場）
    - 冰國大怪獸（氷の国の怪物）
    - 我是牙醫（I AM A DENTIST）

  - 劍豪，風雲再起（プレイ イット アゲイン）
  - 傳說中的球棒（えくすかりばあ）
  - 对我说谎（Tell Me A Lie）（新装版收录）
- 魔术快斗（1987年—，單行本5本，未完結）
- YAIBA／城市風雲兒／九龍珠（1988年—1993年，單行本24本）
- 棒球狂想曲（1993年，（4番サード）
  - 玩世流犯（魔术快斗的模板）（さりげなくルパン）（1999年小学馆文库版收录）
- 名偵探柯南（1994年—，單行本107本，未完結）
- AKB48杀人事件（2012年，※原案:秋元康、原著:青山刚昌、作画:梧桐柾木）